# Beleh Kabud
Beleh Kabud (en persan : بله كبود romanisé en Beleh Kabūd, Baleh Kabood et en Baleh Kabūd et également connu sous les noms de Balla Kabūd, Bālā Kabūd, et de Bol Kabūd) est un village de la province de Kermanshah en Iran. Lors du recensement de 2006, sa population était de 64 habitants pour 19 familles.